# Bellardia obsoleta
Bellardia obsoleta är en tvåvingeart som först beskrevs av Johann Wilhelm Meigen 1824.  Bellardia obsoleta ingår i släktet Bellardia och familjen spyflugor. Inga underarter finns listade i Catalogue of Life.